# یان تومی
یان تومی (هلندی: Jan Thomée; ۴ دسامبر ۱۸۸۶ – ۱ آوریل ۱۹۵۴) بازیکن فوتبال اهل هلند بود.